# Сердюк Віктор Васильович
В́іктор Ва́сильович Се́рдюк (17 березня 1934, Харків — 11 лютого 1994, Одеса) — український фізик, спеціаліст у галузі фізики напівпровідників та діелектриків. ректор Одеського державного університету імені І. І. Мечникова  (1975—1987),  заслужений працівник вищої школи Української РСР.

## Біографія
Віктор Сердюк народився 17 березня 1934 р. у Харков в родині військовослужбовця.
У 1951 р. став студентом ОДУ імені І. І. Мечникова, який закінчує у 1956 р. З 1959 р. до 1962 рр. — аспірант кафедри експериментальної фізики ОДУ імені І. І. Мечникова. Кандидатську дисертацію на тему «Про можливості управління фоточутливістю сульфіду та селеніду кадмію з допомогою деяких фізичних факторів» Сердюк захистив на засіданні Ради фізичного факультету Львівського державного університету ім. І. Франка у 1962 р. Вчене звання доцента йому було присвоєне у 1964 р.
Протягом року (1965—1966) стажувався у лабораторії спеціаліста з фізики напівпровідників Річарда Бьюба (Стенфордський університет, США).
Дисертацію на здобуття наукового ступеня доктора фізико-математичних наук «Дослідження процесів, що обумовлені прилипанням нерівноважних носіїв струму у сульфіді та селеніді кадмію» захистив у 1972 р. Вчене звання професора по кафедрі експериментальної фізики було присуджено у 1974 р.
В ОДУ імені І. І. Мечникова В. В. Сердюк пройшов шлях від старшого лаборанта (1956—1957 рр.), асистента (1957—1959 рр.), старшого викладача (1959—1964 рр.), доцента (1964—1968 рр.), завідувача кафедри експериментальної фізики (1968—1994 рр.), декана фізичного факультету (1967—1975 рр.) до ректора університету.
Віктор Сердюк став ректором ОДУ імені І. І. Мечникова в 1975 р. і виконував ці складні обов'язки до 1987 р. Він сполучав активну наукову діяльність з організаційно-адміністративною роботою. В період його перебування ректором Одеський університет отримав статус провідного вишу України з науково-дослідної роботи серед 70 вузів СРСР та 7 — України.
В цей час в університеті було відкрито докторантуру. Найбільшого розвитку набули наукові дослідження, особливо на природничих факультетах. Щорічно прибуток на рахунок госпдоговірної тематики становив понад 14 млн крб. Це дало змогу побудувати навчальний корпус гуманітарних факультетів, два гуртожитки, провести капітальний ремонт будівлі Наукової бібліотеки. Було оновлено парк ЕОМ, основні навчальні аудиторії оснащено комплексом аудіо-відео-телеапаратури нового покоління.
Багато уваги він приділяв міжнародному науковому співробітництву. Міністерством освіти Угорщини йому було присвоєно звання почесного доктора природничих наук. Серед аспірантів професора В. В. Сердюка, що успішно захистили кандидатські дисертації, є громадяни Словаччини, Куби, Сирії, Чилі, В'єтнаму, Іраку.
Віктор Сердюк був популяризатором науки, пропагував успіхи сучасного природознавства. З 1976 р. до 1987 р. він очолював правління Одеської обласної організації товариства «Знання».
Помер в Одесі 11 лютого 1994 р.

## Наукова діяльність
Наукові інтереси Віктора Сердюка охоплюють широке коло проблем в галузі фізики напівпровідників. Під його керівництвом проведені комплексні дослідження електронних процесів у напівпровідниках групи А2В6 в умовах фотозбудження. Досліджено процеси випромінювальної рекомбінації у широкозонних напівпровідниках з метою створення світловипромінюючих структур. Розроблені важливі аспекти теорії деградації напівпровідників та приладів на їх основі. Встановлено механізм повільних релаксаційних явищ, періодичних та аперіодичних коливань фотопровідності в кристалах сульфіду та селеніду кадмію. Подані феноменологічні моделі електричних та фотоелектричних ефектів, що стимульовані адсорбційно-десорбційними процесами на поверхні напівпровідників. Зроблений внесок у теорію механізму переносу струму в гетероструктурах на базі сполук А2В6.
Одержані результати лягли в основу практичних розробок, які спрямовані на створення генераторів незатухаючих коливань, безвакуумних аналогів передаючих телевізійних трубок, фотоелектричних перетворювачів сонячної енергії, напівпровідникових чутливих елементів газоаналізаторів.
Віктор Сердюк — відомий організатор науки. Під його керівництвом в середині 70-х років сформувалася Одеська наукова школа дослідників з фізики напівпровідників. На базі Одеського університету проведено біля десяти міжнародних та республіканських наукових конференцій і шкіл у галузі фізики широкозонних напівпровідників. Ним підготовлено 3 доктори і 35 кандидатів наук. Опубліковано 4 підручника і більше 250 наукових праць.
Вчений запатентував 10 винаходів, за які отримав авторські свідоцтва (тематика їх дуже широка, наприклад, спосіб одержання фоточутливих плівок сульфіду кадмію; спосіб рідиннофазної епітаксії плівок телуриду цинку; чутливий елемент газоаналізатора та ін.).

## Наукові праці
- Контактный механизм появления максимума на температурной зависимости темнового тока и монокристаллов SdS / Сердюк В. В., Бьюб Р. // Jorn. of Applid. Physics. — 1967. — Т. 38, № 5. — С. 2329.
- Об условиях возникновения отрицательной фотопроводимости в монокристаллах селенида кадмия / Сердюк В. В., Чемересюк Г. Г. // Физика и техника полупроводников. — 1967. — Т. 1, вып. 3. — С. 389.
- Колебания фототока в неоднородных монокристаллах селенида кадмия с линейной ВАХ / Сердюк В. В., Старостин И. А. // Физика и техника полупроводников. — 1975. — Т. 9, вып. 3. — С. 450.
- Влияние кислорода на температурную зависимость электропроводности тонких слоев селенида кадмия / Сердюк В. В., Смынтына В. А. // Журн. физ. химии. — 1975. — Т. 49, № 5. — С. 1210.
- Влияние поверхностного легирования индием пленок селенида кадмия на адсорбционно-десорбционное взаимодействие их с кислородом / Сердюк В. В., Вашпанов Ю. А., Смынтына В. А. // Журн. физ. химии. — 1982. — Т. 56, вып. 1. — С. 198.
- Исследование длинно-волновой люминесценции монокристаллов селенида кадмия / Сердюк В. В., Корнєва П. П., Ваксман Ю. Ф. // Phys. stat. Sol. (a). — Vol. 91. — P. 173.
- Краевая примесная люминесценция монокристаллов селенида кадмия / Сердюк В. В., Скобеева В. М., Малушин Н. В. // Журн. прикл. спектроскопии. — 1987. — Т. 47, вып. 1. — С. 121.
- Люминесценция полупроводников / Сердюк В. В., Ваксман Ю. Ф. — К.: Вища школа, 1988. — 200 с.
- Определение диффузной длины неосновных носителей в неидеальных гетеропереходах / Сердюк В. В., Борщак В. А., Васильевский Д. Л. // Физика и техни- ка полупроводников. — 1988. — Т. 22, вып. 3. — С. 561.
- Фотоэлектрические процессы в полупроводниках / Сердюк В. В., Чемересюк Г. Г. — К.: Лыбидь, 1993. — 192 с.
- Физика солнечных элементов / В. В. Сердюк. — Одесса: Логос, 1994. — 333 с.

## Нагороди
- Орден "Знак Пошани"
- Звання  "Заслужений працівник вищої школи Української РСР."